# Werckmeister harmóniák
A Werckmeister harmóniák (2000) egy magyar–német–francia–olasz filmdráma Tarr Béla és Hranitzky Ágnes rendezésében. A forgatókönyv Krasznahorkai László Az ellenállás melankóliája című regényén alapul. A film 1997-2000 között készült.

## Története
Egy szürke, csendes alföldi kisvárosba, ahol az életszínvonal lassan, de fokozatosan romlik, váratlanul vándorcirkusz érkezik. Attrakciói közül kettő hívja fel magára a közvélemény figyelmét: a herceg és az óriásbálna. A városba idegenek is jönnek, akiket a helyiekkel együtt a herceg felbőszít és rombolásra késztet. Rövid idő alatt elszabadul a pokol, amit már a józan ész képtelen megállítani. A mű sötét képet fest emberi jelenünkről és jövőnkről, amiben már nincs helye semmiféle idealizmusnak, és ahol a gyilkosok és áldozatok közötti éles határ gyakran elmosódik.

## Szereplők
- Valuska János – Lars Rudolph
- Eszter György  – Peter Fitz
- Eszter Tünde – Hanna Schygulla
- Férfi kabátban – Derzsi János
- Férfi westerncsizmában – Đoko Rosić
- Férfi tengerészsapkában – Wichmann Tamás
- Direktor – Kállai Ferenc

## Díjak
- Berlini Nemzetközi Filmfesztivál (2001)
  - díj: A Berliner Zeitung olvasóinak különdíja
- 32. Magyar Filmszemle (2001)
  - díj: legjobb film
  - díj: Külföldi kritikusok Gene Moskowitz-díja
- Magyar Filmkritikusok Díja (2002)
  - díj: legjobb színész – Lars Rudolph
  - díj: B. Nagy László-díj – Tarr Béla
- Chicago-i Filmkritikusok Szövetségének Díja (2002)
  - jelölés: legjobb idegen nyelvű film

## Lásd még
- Jóltemperált hangolás